# Hochhauscenter am Germaniahafen
Das Hochhauscenter am Germaniahafen wurde im April 2007 in Kiel in unmittelbarer Nähe zur Kieler Hörn direkt am Rande des Germaniahafens als erstes Teilstück des Projektes Kai-City Kiel eröffnet.

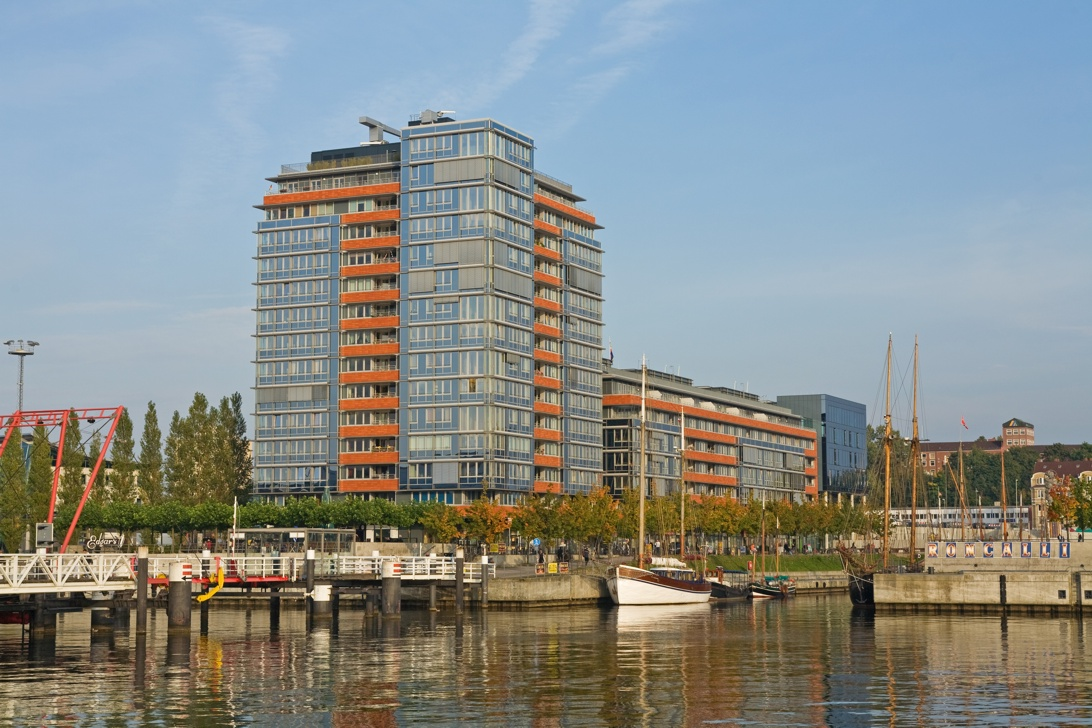
Hochhauscenter am Germaniahafen (2010)

## Daten
| Bauort           | Kai-City Kiel, Bauteil B                                    |
| Bauherr          | Waterkant Immobilienfond GmbH & Co. KG, Gerhard Schmid      |
| Planung          | aukett+heese Berlin und Architekten Weiss, Didt und Sindram |
| Typologie        | Büro-, Wohn- und Geschäftshaus                              |
| Bruttorauminhalt | ca. 118.000 m³                                              |
| Baukosten        | 35.000.000 Euro                                             |
| Zeitraum         | 12/2000 – 04/2007                                           |

## Kai-City Kiel, Bauteil B

### Planungen
Der Mobilcom-Gründer und Hauptaktionär Gerhard Schmid wollte den Germaniahafen seinerzeit innerhalb von 18 Monaten umbauen und Wohnungen, Büros, Gastronomie und Geschäfte ansiedeln. Hier entstand dann das Hochhauscenter am Germaniahafen bzw. der in der Kieler Bevölkerung sogenannte Schmidbau. Schmid investierte rund 200 Millionen DM in den Standort Kai-City Kiel. Geplant war, dass die Gebäude zu über 70 % gewerblich genutzt werden sollten, und weitere 30 % als Wohnungen genutzt werden sollten. Geplant war außerdem ein vielfältiges gastronomisches Angebot mit zwei Restaurants, einem Bistro, einem Café und einem Fastfood-Lokal. Es sollten insgesamt 140 Miet-Wohnungen und 13 Penthäuser entstehen, die als Eigentumswohnungen verkauft werden sollten. Neben 13 000 Quadratmetern Büroflächen in Einheiten ab 100 Quadratmetern waren außerdem ein Lebensmittelmarkt, ein Bäcker, eine Apotheke und eine Drogerie geplant. Ferner sollten 70 Wohneinheiten für betreutes Wohnen und in unmittelbarer Nähe ein medizinisches Zentrum mit einer Pflegestation entstehen. Es wurde seinerzeit damit gerechnet, dass hier rund 1000 Dauer-Arbeitsplätze entstehen werden. Das bebaute Grundstück des Schmidbaus befindet sich auf dem Gelände der ehemaligen Germaniawerft, das mit hohem Einsatz öffentlicher Mittel in den vergangenen Jahren von einer Industriebrache zu einem attraktiven Baugebiet umgestaltet wurde. Der damalige Kieler Oberbürgermeister Norbert Gansel ging aufgrund des wirtschaftlichen Engagements Schmids davon aus, dass die restlichen zwei Drittel der Kai-City Kiel wesentlich schneller vermarktet sein werden, als es alle Gutachter prognostiziert hätten.
Das Hochhauscenter am Germaniahafen geht auf einen Entwurf der Architekten Weiss und Didt sowie auf den Entwurf des Architekten Paul Sindram zurück. Bauherr des Hochhauscenters war die Waterkant Immobilienfond GmbH & Co. KG.

### Kreditkündigung der SachsenLB und Weiterführung
Schmid wollte an der Kieler Förde (genauer: an der Hörn) den Germaniahafen umbauen. Als die Landesbank Sachsen (Sachsen LB) als finanzierende Bank aufgrund eines Kursverfalls der Mobilcom-Aktie den Kreditvertrag kündigte, stoppte Schmid die Baumaßnahmen. Im Januar 2009 stellte das Landgericht Kiel fest, dass die Kreditkündigung unberechtigt und unwirksam war. Beim Oberlandesgericht Schleswig ist unter dem Aktenzeichen 5 U 172/02 ein Verfahren anhängig, dass die Rechtswidrigkeit der von der Sachsen LB nachfolgend zur Kündigung vorgenommenen Vollstreckungen feststellen soll. Hieraus könnten Schadensersatzansprüche in dreistelliger Millionenhöhe gegenüber der Sachsen LB entstehen.
Im April 2005 wurde öffentlich, der FDP-Politiker Wolfgang Kubicki wolle zusammen mit der Ehefrau Schmids den begonnenen Bau fortsetzen. Mithilfe der Kubicki gehörenden „Waterkant Immobilien GmbH & Co KG“ sollte das Projekt fertiggestellt werden. Geschäftsführerin dieser Gesellschaft wurde Sibylle Schmid-Sindram. Anfang 2005 erhielt die Gesellschaft für 13 Millionen Euro den Zuschlag bei der Versteigerung des Gebäudes.

## Beschreibung
Der erste Bauabschnitt nördlich des Germaniahafens ist in zwei Abschnitte gegliedert. Diese Bereiche werden oberirdisch durch einen Einschnitt mit großzügiger Freitreppe und Zugang zum Norwegenkai getrennt, erhalten jedoch ein gemeinsames Untergeschoss. Das Hochhauscenter umfasst ein 14-geschossiges Hochhaus mit einem nach Norden ausgerichteten Büroturm und 58 nach Süden bzw. Westen orientierten Wohnungen mit Blick auf die Kieler Innenstadt und die Kieler Förde. Eine Ladenzeile entlang des Hafenbeckens, ein Restaurant mit Außensitzplätzen und ein Eiscafé mit Blick auf die Hörnbrücke sollen zur Belebung des neuen Stadtzentrums beitragen. Die Büroflächen sind flexibel aufteilbar und können sowohl als Einzel-, Gruppen-, Kombi- oder Großraumbüro genutzt werden.
Die Eckwohnungen zum Germaniahafen sind als Maisonette ausgebildet. Der nach Südwesten orientierte Glaserker bildet strukturell einen übergeordneten Schwerpunkt. Als räumliche Überhöhung auch zur optische Streckung des Baukörpers sollte er entsprechend seiner Grundfläche ein dreidimensionales Stahlgerüst erhalten, dessen Felder der würfelartigen Konstruktion für eine Ausfachung mit textilen Membranen vorgerüstet gewesen wäre. Die städtebauliche Fernwirkung des Hochhauses wäre durch dieses vertikale Element, in der Höhe 3 weiteren Geschossen entsprechend, zusätzlich betont worden. Dieses Stahlgerüst wurde vom späteren Eigentümer des Gebäudes jedoch nicht realisiert. An der höchsten Stelle misst das Hochhaus statt 58,5 somit 48 Meter.
Die Wohnungen erhalten eine horizontal gegliederte Fassade mit Brüstungsstreifen aus technischen Ziegeln in rötlichem Farbton. Die Fassadenbänder werden mit Holz-Aluminium-Fenstern ausgebildet. Die großflächig verglasten Erkerelemente aus verspiegeltem Glas springen leicht hervor. Die vielschichtige Bürofassade ist als Pfosten-Riegelkonstruktion mit Brüstungsfeldern aus Glaspaneelen konzipiert. Der inneren Fassadenebene ist ein Strukturprofil mit durchlaufender Schattennut vorgelagert, das sehr subtil den Rhythmus von Gebäudestruktur und Lastabtrag thematisiert. Den prägenden Abschluss bildet am Wasserplatz die sogenannte »Bluebox«. Sie besitzt eine innovative Structural-Glazing-Fassade. Zur natürlichen Belüftung sind parallele Ausstellfenster und Vertikallamellen vorgesehen. Durch die Öffnungselemente erhält die eher homogen gestaltete Fassade eine sehr lebendige Komponente.
Der anschließende Flachbau bildet eine städtebauliche Einheit mit dem Hochhaus. Sowohl die rückwärtige Kammbebauung als auch der zum Germaniahafen hin auskragende Riegelbau finden dabei ihre konsequente Fortsetzung in der städtebaulichen Struktur. Die fünfgeschossigen Bürotürme verfügen über Fördeblick und umschließen insgesamt drei Innenhöfe. Nach Süden orientiert sich ein insgesamt 40 Wohneinheiten umfassender Wohnriegel, der in Höhe des Wasserplatzes bzw. der Diagonalstraße endet. Ein gebäudehohes Atrium wirkt als repräsentativer Eingangsbereich und dient zur Erschließung der östlichen Büroeinheiten. Zum Wasserplatz ist eine gastronomische Einrichtung vorgesehen. Die darüber liegenden Besprechungsräume sind der »Bluebox« zugeordnet.

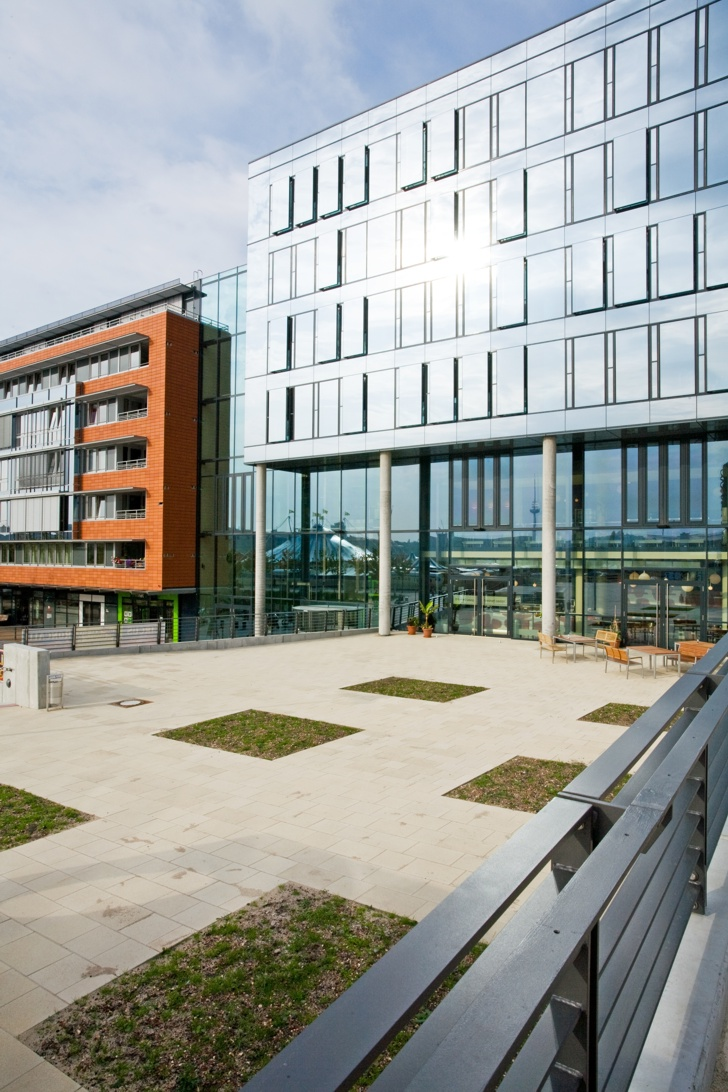
Gewerbefläche im Hochhauscenter (verglast)
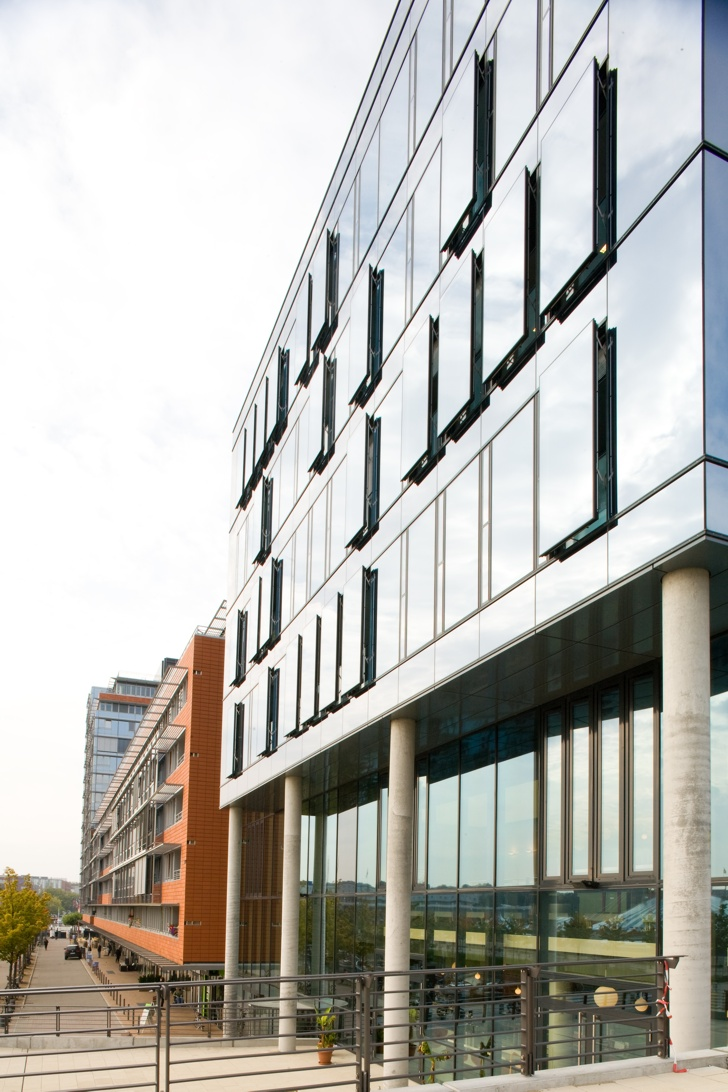
Gesamtkomplex I
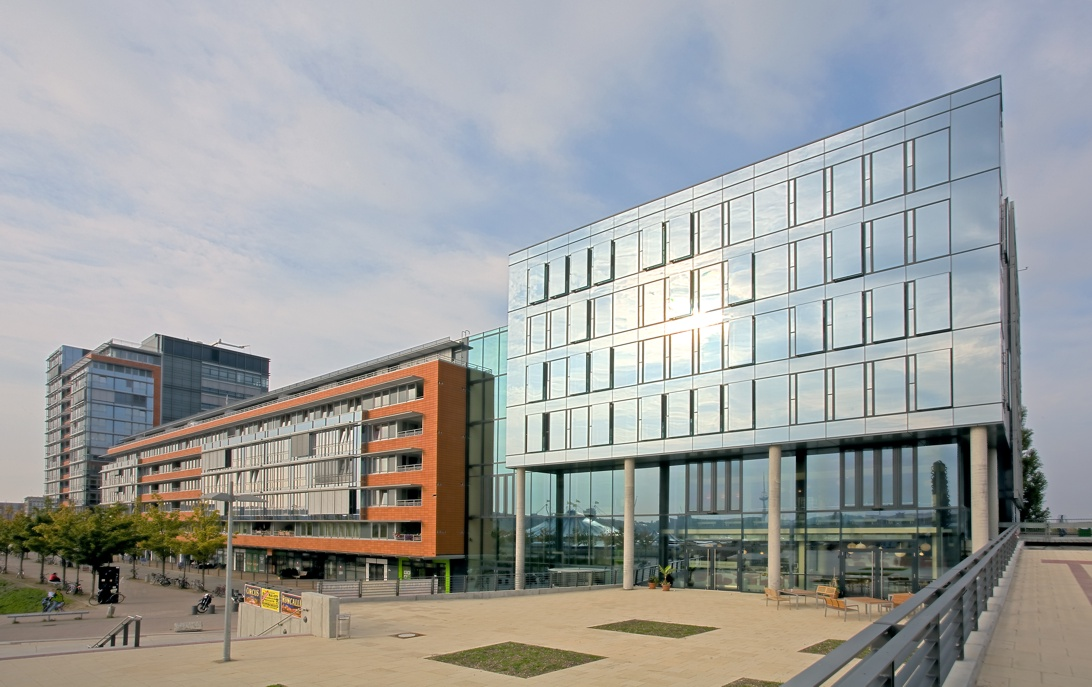
Gesamtkomplex II
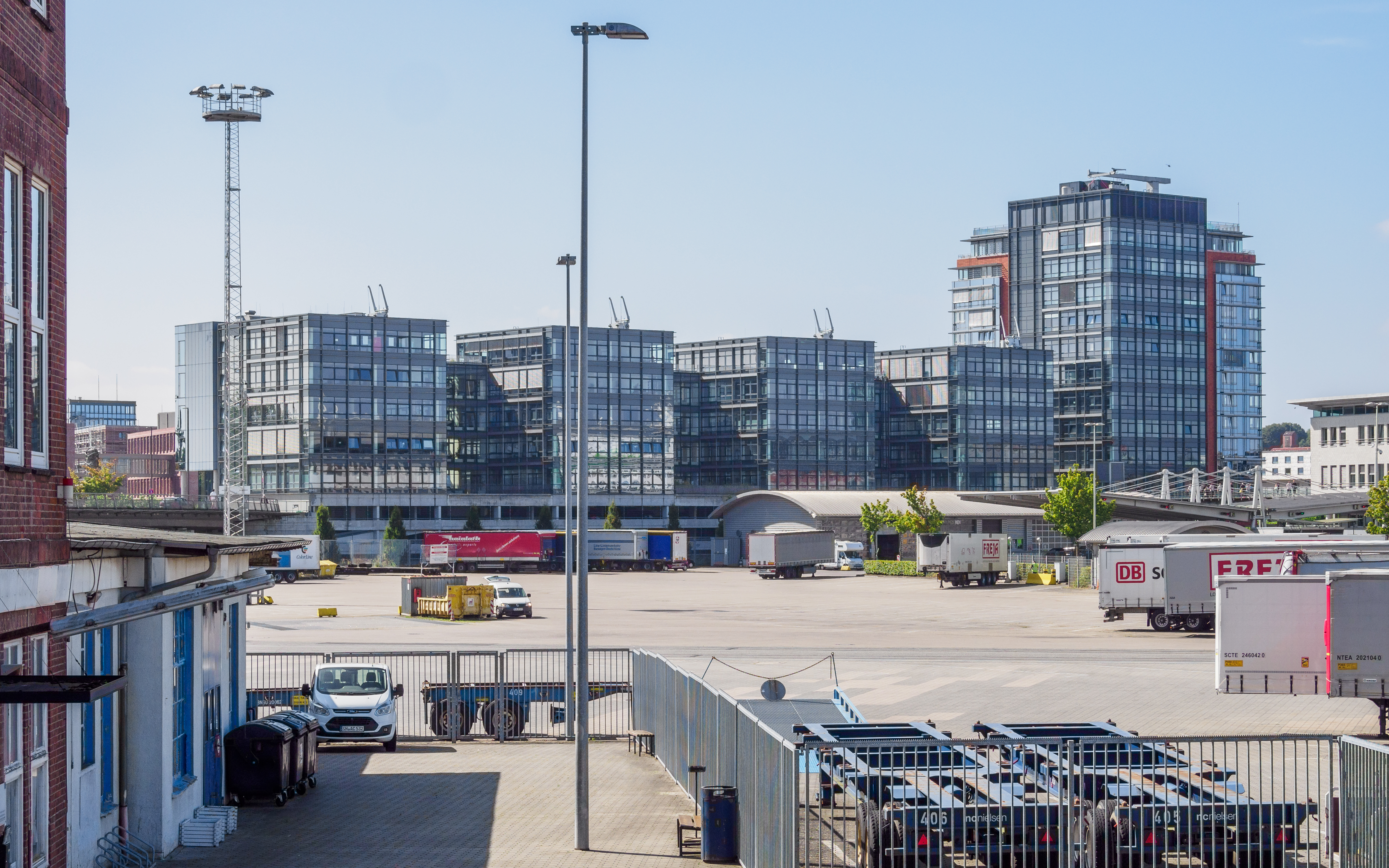
B(üro)-Seite
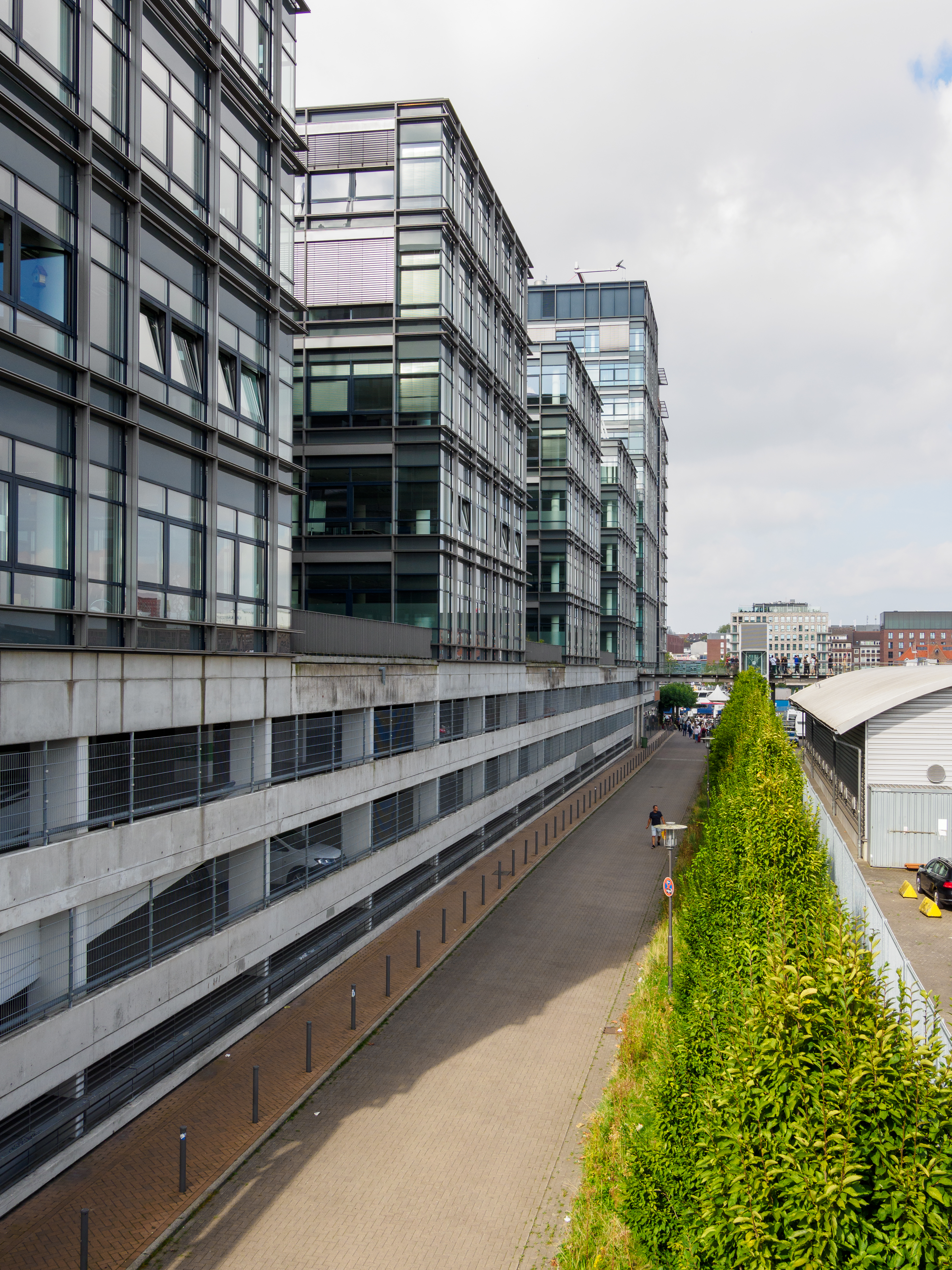
Parkebenen & Büros
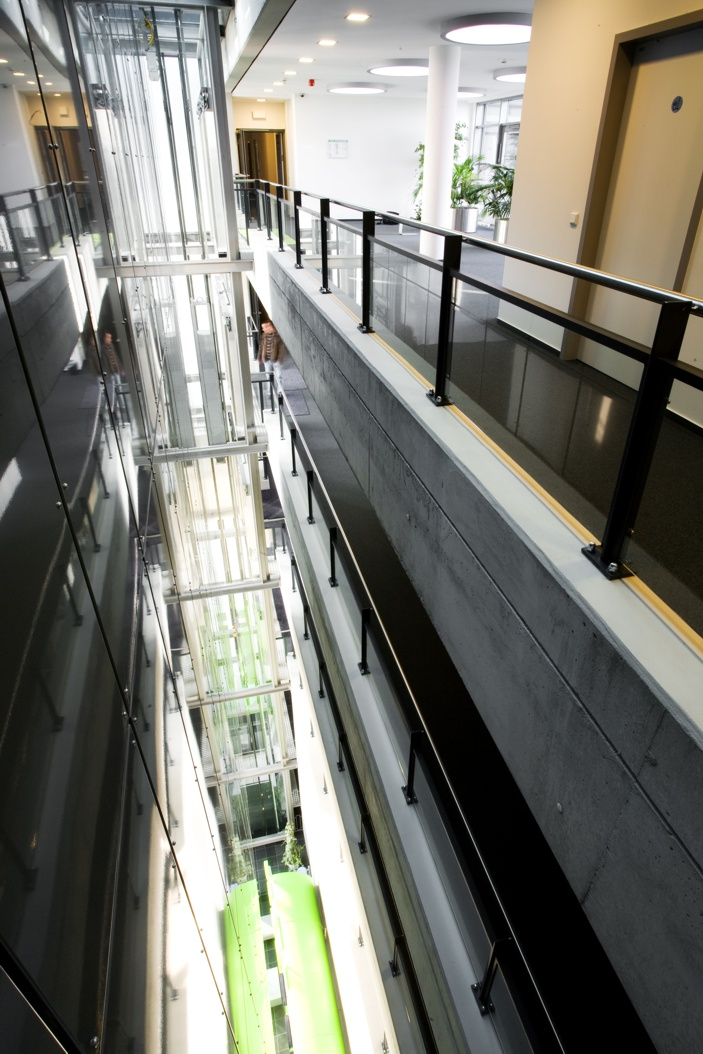
Innenansicht
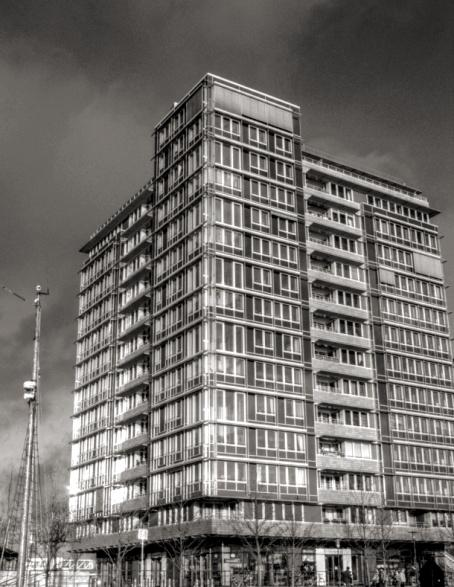
Hauptturm des Centers